# Amok (roman)
 For alternative betydninger, se Amok (flertydig). (Se også artikler, som begynder med Amok)
Amok er en roman fra 1977 skrevet af Stephen King, under pseudonymet Richard Bachman. Den blev udgivet på dansk i 1995.

## Handling
Charlie Decker er lige blevet smidt ud af skolen efter at have banket en lærer med et jernrør, og beslutter sig for at gøre sig fri af autoriteterne og samfundets snærende bånd. Han tager pistolen han har haft gemt i sit skab med til matematik, og skyder sin matematiklærer.
Derefter tager han sine klassekammerater som gidsler og begynder en slags terapi med dem. Han fortæller dem om begivenheder der har påvirket ham meget og én efter én åbner de sig og fortæller om pinlige begivenheder i deres eget liv.
To piger, der tidligere har fornærmet hinanden, bliver tvunget til at stille sig i en kridtcirkel og skiftevis fornærme og slå hinanden. Den første der træder uden for cirklen bliver skudt. Det ender dog med at de omfavner hinanden og bliver gode venner. Dette sker også for en del af de andre elever, og det bringer dem tættere sammen som gruppe.
Den eneste elev der ikke lader sig påvirke af al denne terapi er Ted Jones, mønstereleven som autoriteterne elsker. Han foretrækker at holde sine hemmeligheder for sig selv, men da de andre elever udstiller ham og hans hemmeligheder kan han ikke klare det. Da Charlie senere løslader klassen, overfalder de Ted Jones og overhælder ham med blæk.
Til slut i romanen er både Charlie og Ted Jones i et sindssygehospital, men Ted Jones ser ud til at være den eneste der ikke klarer sig særlig godt.